# Tricorynus obsoletus
Tricorynus obsoletus är en skalbaggsart som först beskrevs av Leconte 1865.  Tricorynus obsoletus ingår i släktet Tricorynus och familjen trägnagare. Inga underarter finns listade i Catalogue of Life.